# Gahania simmondsi
Gahania simmondsi là một loài bọ cánh cứng trong họ Cerambycidae.